# Reflexão de satélite

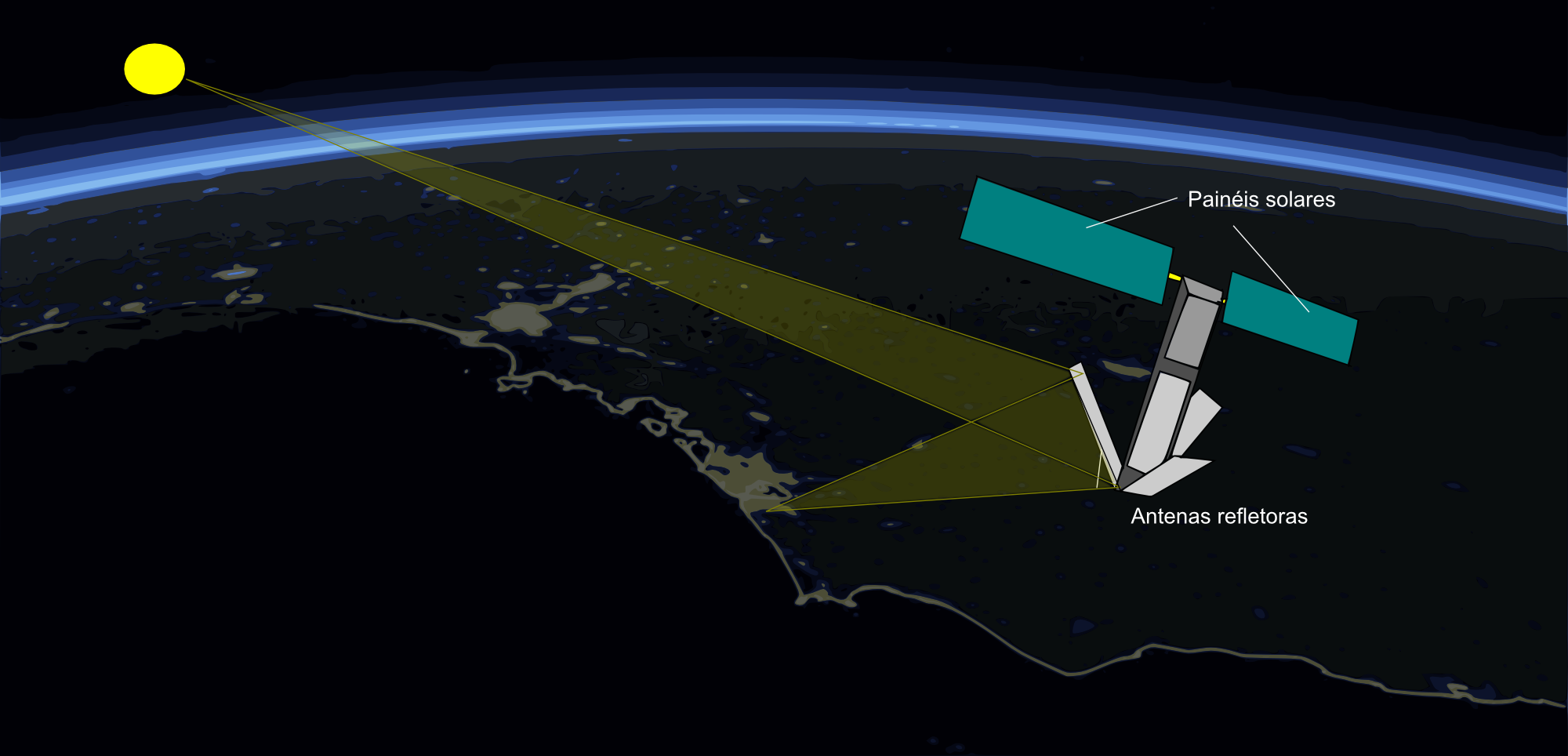
Esquema de um satélite Iridium refletindo a luz solar para um determinado ponto na Terra.

Reflexão de satélite é um fenômeno causado pela reflexão de raios solares por superfícies reflexivas nos satélites artificiais que, vista da Terra, cria uma espécie de "pulso luminoso" no céu que dura alguns segundos. Podem ser vistos algumas horas após o ocaso e algumas horas antes da alvorada. Para a maioria dos satélites esse fenômeno é praticamente imprevisível por causa de diversos fatores, como o movimento giratório próprio que varia para cada satélite. Mas a grande exceção são os satélites da empresa estadunidense Iridium, que possuem superfícies espelhadas que, ocasionalmente, refletem a luz solar, causando um brilho intenso que pode atingir a magnitude -8 (brilho vinte vezes maior que o de Vênus). Esses satélites estão sempre orientados em uma direção determinada e por isso suas superfícies espelhadas se mantêm a um ângulo constante em relação ao solo, permitindo, assim, a previsão dos flares, que pode ser feita por diversos programas de computador e sítios eletrônicos disponíveis gratuitamente.

## As reflexões

Animação simulando a reflexão provocada por um satélite.

Os satélites parecem brilhar porque refletem a luz do Sol que incide sobre eles. Como estão a centenas de quilômetros de altura, eles continuam a receber a luz solar algumas horas após o pôr do sol e algumas horas antes do nascer do sol e por isso podem ser vistos durante a noite. A maioria dos satélites não tem um brilho constante porque enquanto orbitam a Terra, apresentam um movimento giratório em torno de si mesmos. Por isso, nos momentos em que o feixe de luz refletido por superfícies metálicas é direcionado para a Terra, uma pessoa que estiver olhando o céu verá um aumento súbito de brilho do satélite (tal efeito pode ser comparado ao de uma bola de espelhos, usada em danceterias, que reflete diversos feixes de luz para diferentes direções enquanto gira). Para efeitos de comparação, uma superfície espelhada de um metro quadrado distante mil quilômetros da superfície do nosso planeta poderia produzir um brilho de magnitude -7 quando estivesse refletindo a luz solar diretamente. Entretanto, esses eventos são praticamente impossíveis de prever porque a posição dessas superfícies espelhadas em relação ao observador é difícil de se calcular, devido a diversos fatores que alteram o movimento dos satélite, como a força de arrasto provocado pelas moléculas da camada mais exterior da atmosfera, a exosfera.

### Os satélites Iridium

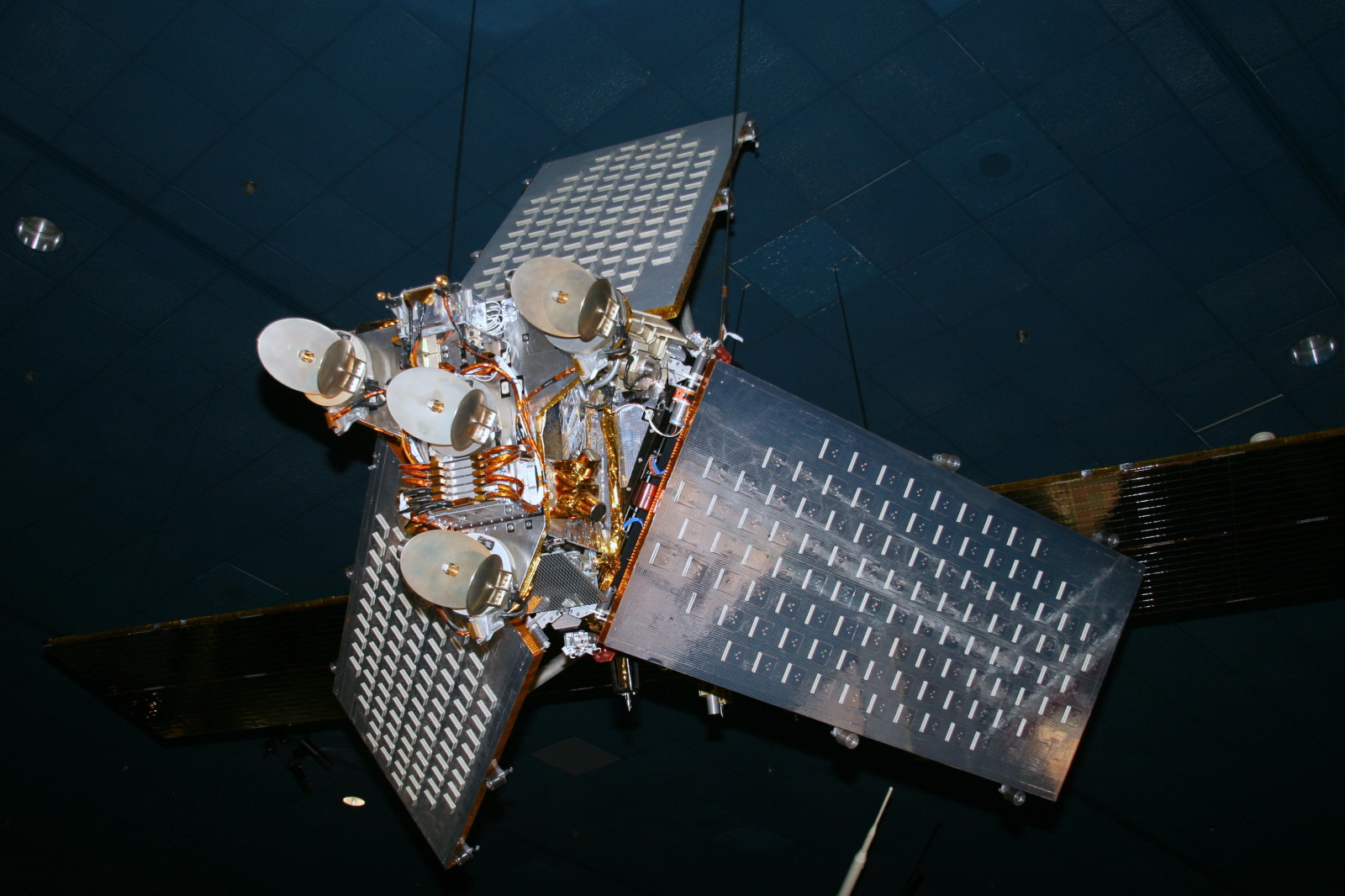
Satélite Iridium com suas três antenas espelhadas.

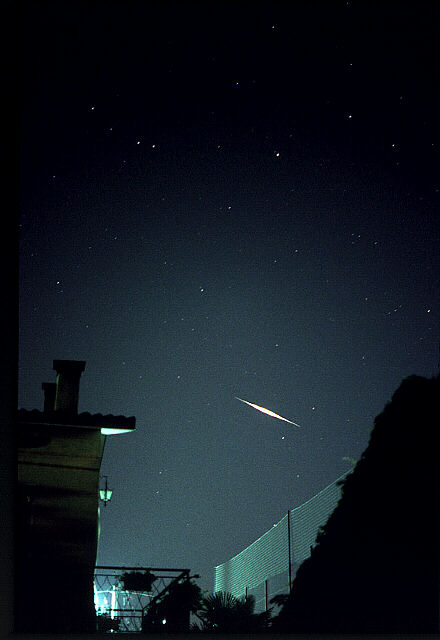
Reflexão de magnitude -5 durante exposição de alguns segundos.

De maio de 1997 a junho de 1999 foram lançados 88 satélites de telefonia pela empresa estadunidense Iridium, com a colocação em órbita de mais cinco satélites adicionais lançados em 2002. Eles giram em torno da Terra a uma altitude de cerca de quinhentos quilômetros e são utilizados para transferência de dados e telefonia via satélite. Esses satélites possuem três antenas denominadas Antenas Principais da Missão (MMA, Main Mission Antenna, em inglês), que estão a 40 graus de inclinação em relação ao corpo do satélite e possuem dimensões de 188 por 86 centímetros e 4 centímetros de espessura, concebidas com alumínio altamente refletivo (tratado com prata e coberta com teflon para controle térmico). Geralmente tais satélites são vistos com magnitude 6 (muito difíceis de se ver a olho nu), mas quando os raios solares são refletidos pelas antenas principais em direção à Terra no ângulo certo, podem ser vistos com magnitude superior a -8, o que significa um brilho vinte vezes maior que o de Vênus no seu brilho máximo, por um curto período de tempo (de cinco a vinte segundos). O satélite vai gradualmente aumentando seu brilho até atingir o máximo e depois começa a desaparecer gradualmente até voltar a magnitude original. O brilho pode ser tão intenso que permite sua visualização durante o dia, mas para isso é essencial saber a hora e a direção exata para onde se deve olhar.
A seguir, encontra-se um relato que um morador da cidade de Massillon, no estado norte-americano de Ohio descrevendo um acontecimento celeste que foi constatado se tratar de uma reflexão por um satélite Iridium. Isso foi feito simplesmente checando-se as previsões de flares para a madrugada do dia 16 de junho de 1999.
Noite passada [...] eu olhei para o céu da madrugada. Eu vi uma luz branca e brilhante quando estava olhando para a direção sudoeste. Primeiramente, pensei que fosse ou o planeta Júpiter ou uma estrela muito brilhante, como Sirius. Continuei olhando para essa luz brilhante e percebi que ela ia se tornando cada vez mais fraca, até que desapareceu completamente. [...] Eu descartei a possibilidade desse objeto estar sendo obscurecido pelas nuvens porque as outras estrelas permaneceram brilhantes, até mesmo as mais fracas. Também descartei a possibilidade de avião quando eu vi um voando um minuto depois, quando pude ver as luzes brancas e vermelhas piscando.

### Previsão e observação

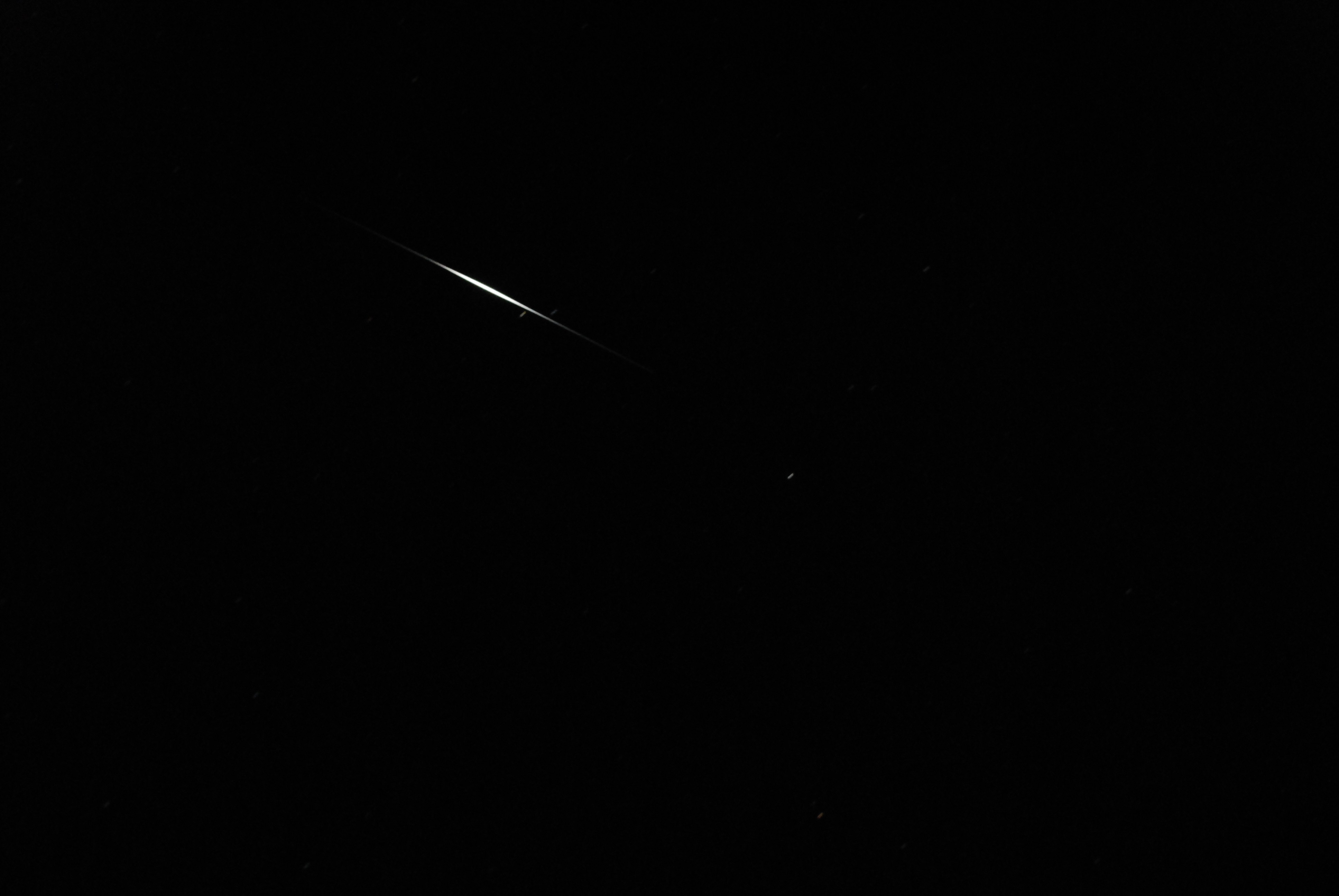
Reflexão de um satélite Iridium durante uma exposição de 30 segundos.

Os satélites Iridium possuem uma grande peculiaridade. Quando estão operacionais, eles mantêm a sua posição axial e longitudinal constante, ou seja, o ângulo entre o espelho e a Terra é sempre o mesmo, apenas com ínfimas variações. Conhecendo-se a posição do satélite, sua orientação em relação ao Sol, as propriedades refletivas do espelho e a posição do observador na Terra, um programa de computador pode ser desenvolvido para prever o horário exato e a magnitude da reflexão por meio de cálculos relativamente simples envolvendo trigonometria. Existem diversos programas de computador que fazem tais cálculos. O sítio eletrônico Heavens-Above é o mais popular para determinar o horário em que ocorrerão passagens de satélites em geral e, inclusive, faz a previsão detalhada da ocorrência de flares dos satélites Iridium para qualquer local do globo.
Entretanto, para se obter uma boa previsão, é necessário fornecer ao programa de previsão os dados detalhados de latitude e longitude pois, no caso dos flares de Iridium, uma diferença de um quilômetro ou 0,01° pode resultar em uma diferença substancial entre o previsto e o observado, visto que a área em que a luz refletida é visível é relativamente pequena. Uma vez feita a previsão, basta olhar na direção certa no horário certo, pois esse evento dura somente poucos segundos. É possível também ver o brilho causado pela reflexão durante o dia, apesar de ser muito mais difícil por causa do ofuscamento causado pelo Sol. A previsão, contudo, também não é certeza de que a reflexão vai acontecer com o brilho que deveria, pois o satélite pode sofrer pequenas variações de orientação que alteram drasticamente o brilho, que pode ser menor ou mesmo maior que o previsto. Os satélites também podem ter falhas e por isso sua altitude pode variar, o que consequentemente compromete a previsão e por isso podem não refletir na direção que deveria.

### Fim das reflexões previsíveis
Desde 2018, havia-se notado que muitas reflexões dos satélites Iridium não mais apareciam conforme as previsões. Isso porque os satélites da primeira geração, que produziam o fenômeno, tornaram-se obsoletos e estão sendo retirados de operação. Com o início do programa Iridium NEXT, anunciado em 2017, eles estão sendo substituídos por satélites mais modernos, que não produzem reflexões previsíveis. Apesar de suas posições não poderem mais ser acompanhadas com precisão, os satélites antigos devem continuar em órbita por algum tempo, mas a maioria deve começar fazer a reentrada após 2019.